# Stor Svartgrundet
Stor Svartgrundet is een Zweeds eiland behorend tot de Lule-archipel. Het is een eilandje ten zuiden van Sör-Tistersön in de eilandengroep Tistersöarna in de archipel. Het heeft geen vaste oeververbinding en heeft geen bebouwing en weinig begroeiing.
Norr-Tistersön · Sör-Tistersön · Västifjärdgrundet · Lill Svartgrundet · Stor Svartgrundet · Fjuksögrundet · Sörön · Husören · Lövören · Storgrundet 
en een aantal zeer kleine zandbanken of riffen.
De Tistersöarna kregen hun naam als vindplaats van tistron (zwarte bessen).